# Plaža Srebreno
Plaža Srebreno je plaža u istoimenom mjestu Srebreno. Smještena je oko 6 kilometara jugoistočno od Dubrovnika, podno šetnice koja povezuje mjesta Kupari, Srebreno i Mlini.
Plaža je šljunčano - pješčana, s dugačkim plićinama i smatra se jednom od najljepših obiteljskih plaža u okolici Dubrovnika. Zbog plićina je pogodna i sigurna za kupanje djece i odraslih.
Uz šetnicu iznad plaže nalaze se brojni caffe barovi.